# ラストファンタジー
ラスト・ファンタジー（原題 Gawin）は1991年のフランス映画。日本公開は1993年5月28日。
男やもめのパパが病弱の子供のために奮闘するファンタジー作品。ジャン＝ユーグ・アングラードが初めて父親役に挑んだ映画である。

## 内容
ETのような宇宙人が現れる事を夢見ている幼い息子のために、パパが着ぐるみをきて息子の願いを叶えてあげようとするが…。

## スタッフ
- 監督・脚本：アルノー・セリニャック

- 製作：ジェラール・ルヴァン
- 脚本：アレクサンドル・ジャルダン
- 撮影：ジャン＝クロード・ラリュー
- 音楽：ジェローム・ソリニー

## キャスト
- ジャン＝ユーグ・アングラード
- ブリュノ
- ヴォイチェフ・プショニャック
- カトリーヌ・サミー
- イヴ・アフォンソ